# خورخي أغويري
خورخي أغويري (بالإسبانية: Jorge Aguirre) (18 يونيو 1987 بميديلين في كولومبيا - ) هو لاعب كرة قدم كولومبي في مركز الهجوم. لعب مع أتلتيكو جونيور.

## وصلات خارجية
- خورخي أغويري على موقع قاعدة بيانات كرة القدم.إي يو (الإنجليزية)
- خورخي أغويري على موقع Soccerway.com (الإنجليزية)
- خورخي أغويري على موقع عالم كرة القدم.نت (الإنجليزية)
- خورخي أغويري على موقع AS.com (الإسبانية)